# Meine Zeit ist die Nacht
Meine Zeit ist die Nacht (russisch Время ночь / Wremja notsch) ist eine Erzählung der russischen Schriftstellerin Ljudmila Petruschewskaja aus dem Jahr 1990, in der auf satirische Weise die Psychologie des Schreibens thematisiert wird. Es wird dargestellt, wie individuelle und gesellschaftliche Selbsttäuschung auf der Basis von persönlichen und politischen Narrativen dazu dient, bestehende Machtstrukturen auf unerwartete Weise zu reproduzieren. Stark abweichend von einer herkömmlich verklärenden Darstellung der Babuschka wird hier voll bitterer Ironie eine Großmutter als die groteske und sich selbst bemitleidende Erzählerin Anna Andrianowna porträtiert, die zu Petruschewskajas bemerkenswertesten Schöpfungen zählt. Trotz ihrer oft beschworenen Liebe für ihre Kinder – und vor allem für das Enkelkind Tima – schreibt die Erzählerin Anna durchgängig so, dass sie sich unfreiwillig selbst als verrückt und sadistisch überführt. Implizit gefragt wird, wie eine solche Situation zustande gekommen ist. Eine Übertragung ins Deutsche von Antje Leetz wurde 1991 von Rowohlt in Berlin herausgebracht.
Den Booker-Preis anzunehmen, für den Wremja notsch 1993 auf die Shortlist kam, lehnte Petruschewskaja ab mit der Begründung, sie wolle die Verleihungszeremonie und opulente Bewirtung nicht im Fernsehen übertragen wissen zu einem Zeitpunkt, an dem viele ihrer normalen Landsleute in Russland schwer zu hungern haben.

## Inhalt
Die Poetin und ehemalige Universitätsdozentin Anna Adrianowna ist um die 55 Jahre alt und beschreibt den Niedergang ihrer heißgeliebten Familie. In die tagebuchartigen Notizen sind Beiträge der poetisch veranlagten Tochter Aljona eingelegt. Anna liebt die Ihrigen ausnahmslos und verzeiht ihnen nach eigener Auffassung alles – zum Beispiel, wenn der Sohn Andrej ihr das Wort verbietet: „Sei still, du alte Sau!“ Oder wenn er fordert: „… fick doch deine Mutter“, versetzt sie nachsichtig, das sei technisch unmöglich. Andrej, ein vorbestrafter Krimineller und zwei Jahre älter als Aljona, erweist sich als vollkommen eheunfähig. Die Erzählerin verrät dem Leser nicht, für welches Verbrechen Andrej ins Arbeitslager musste, aber dass sie den Sohn nach verbüßter Strafe aus dem Butyrkagefängnis abgeholt hat, ist ihr wichtig zu sagen. Offenbar hat Andrej hat auch noch die Schuld anderer Gesetzesbrecher auf sich genommen, was auf Bandenkriminalität schließen lässt. Die Poetin erzählt, dass diese Ganoven sie bedrängt haben und wie sie nachgibt und der Gang auf der Sparkasse das letzte Guthaben ihrer Mutter Sima übergibt. Andrej, der von seiner Mutter Anna wieder und wieder Geld verlangt beziehungsweise erbettelt, rutscht schließlich vor ihr auf Knien. Dabei leidet Anna zusammen mit der Familie Hunger und es wird erzählt, dass sich Anna und ihr Enkel Tima nach gelegentlichen Lesungen vor Jungen Pionieren richtig sattessen und dass sie sich zudem von jener Lesung belegte Brote mit nach Hause nimmt. Die Poetin erzählt ferner, dass ein menschenfreundlicher Redakteur sie für das Beantworten von Leserbriefen ein paar Kopeken verdienen lässt. Von Aljonas drei Kindern Tima (eigentlich Timofej), Katja und Nikolai ist der älteste Enkel Tima Annas Liebling und Ziehkind. Die Väter von Aljonas Kindern haben sich aus dem Staube gemacht. Die kleine Katja hat Aljona von ihrem stellvertretenden Direktor, einem 15 Jahre älteren Verheirateten. Die Studentin und Mutter Aljona schmökert die Nacht durch, verschläft die morgendlichen Vorlesungen und fällt dann bei Prüfungen gelegentlich durch. Sieben Jahre schon liegt Annas Mutter Sima – genauer Serafima Georgijewna Golubewa – im Krankenhaus. Die alte Frau hatte zuvor Annas „Mann aus dem Haus geekelt“. Nun soll die Schizophrene aus dem Moskauer Krankenhaus nach auswärts in die Psychiatrie verlegt worden. Der Pferdefuß: Simas Rente wird in dem Falle der Staat kassieren. Anna will die Mutter, einen schweren Pflegefall, nach Hause holen. Dabei nimmt sie den Kampf gegen alle möglichen Widrigkeiten – wie den russischen Winter und die heimische Bürokratie – auf. Der Text endet mit einer subjektbeladenen Aufzählung: „Aljona, Tima, Katja, Nikolai, Andrej, Serafima, Anna.“

## Interpretation
Anna sähe sich gern als eine Marina Zwetajewa oder eine zweite Anna Achmatowa. Ihren Vornamen erhielt sie in Anlehnung an Achmatowa und bei Lesungen lässt sich Anna immer als die Dichterin Anna ankündigen. Mit einer parodistischen Falschzitierung aus Achmatowas Requiem subvertiert und trivialisiert Petruschewskaja das Bild der Achmatowa als Muse des Klagens und Allmutter Russlands, das durch Zwetajewa propagiert worden war. Mit ihrer Charakterisierung der Erzählerin und Poetin Anna rebelliert Petruschewskaja gegen Achmatowas Selbst-Stilisierung als Märtyrerin und persifliert damit den poetischen Heroinnenkult der russischen Moderne. Dies lässt sich an einem Beispiel verdeutlichen: Während jene ihren politisch verfolgten Sohn betrauert, handelt es sich in Wremja notsch um einen kriminellen Sohn, und auch dessen Mutter bedarf des Trostes. Petruschewskaja versucht auf diese Weise eine Brücke zu schlagen zwischen sogenannter hoher und niedriger Kultur, indem sie beide ironisiert.
Selbst wenn Petruschewskaja die Erzählerin als verrückt und sadistisch darstellt, so ist dies als Bestandteil der Intention der Autorin aufzufassen, das Augenmerk darauf zu lenken, in welcher Situation sich viele Großmütter in Russland tatsächlich befinden, vor allem angesichts der Mythisierung ihrer Rolle. Die Autorin ist hier keineswegs unsolidarisch, sondern thematisiert in drastischer Weise die Gewaltförmigkeit des Einflusses von Geschichten, wie sie allgemein über Großmütter kursieren.

## Stil
Ljudmila Petruschewskaja zieht in ihrem Meisterwerk des absurden Schwarzen Humors alle möglichen Register und auch an hintergründigem Spaß fehlt es nicht. Der Ton ist meist überreizt und es reihen sich neun Skandale aneinander, die sich bis auf einen in häuslicher Idylle abspielen. Petruschewskaja arbeitet in grotesker Parodie die Vertrautheit der Familienhölle aus, die parallel zu Skandalszenen von Dostojewski gelesen werden können. Sie kommt dabei allerdings ohne die Beteiligung Fremder aus und die Skandale nehmen zumeist vor unsichtbarem Publikum ihren Lauf. Bei der Schilderung der Skandale reiht die Erzählerin Episoden, Bemerkungen, Abschweifungen, erinnerte Erinnerungen und Anekdoten aneinander, die unterbrechend wirken, so dass der Leser sich fragt, wann es mit der eigentlichen Sache denn weitergeht. Dabei wechseln sich zwei Stile ab: Mit einer bitteren und hämischen Stimme zeichnet sie ihr spätsowjetisches Leben in Moskau als schmutzig und elend und von Armut geprägt, ihre andere Stimme beschreibt übersättigt und in verzücktem Ton ihren geliebten Enkelsohn Tima. Als Themen für Skandale dienen im Tagebuch der Tochter Aljona die Beschreibung ihrer wuchtigen Defloration, bei der Tima gezeugt wurde, oder Anna erkennt, dass in den Nervenkliniken die Normalen vor den Verrückten abgeschirmt wurden, die derweil draußen in Freiheit leben. Oder zu Hause wird festgestellt, die mannstolle Aljona kommt in der wärmeren Jahreszeit morgens mit ihrem hellen Mantel heim, der auf dem Rücken über Nacht ganz grün geworden ist. Und Anna hat mit der Polizei ihre Erfahrungen gemacht: „Die Miliz kommt übrigens gern, wenn der Täter noch da ist …“

## Rezeption
In ihrer Rezension im Spiegel schrieb Annette Meyhöfer 1992, dass Petruschewskaja mit literarischem Existentialismus den nackten Kampf ums Überleben schildert, der nicht wie bei Kundera oder Szczypiorski philosophisch geschönt daherkomme, sondern „roh, widerwärtig und abstoßend“, aber, so ihr Resümee: „Am Ende ist auch das nur eine Fiktion.“ Hier drohe eine zu lange verschwiegene Wirklichkeit dasjenige zu verdrängen, was über die Beschreibung der Wirklichkeit „der gewöhnlichen Schizophrenie einer Gesellschaft, die um die Aufrechterhaltung ihrer Fassaden kämpft“ hinausgehe. Dementsprechend stellt das Ergebnis des nächtlichen Schreibens der monologisierenden, bekennenden und sich selbst rechtfertigenden Ich-Erzählerin Anna Andrianowna „ein Gespinst aus Lügen und Lyrismen, halb eingestandenen Grausamkeiten und offener Bosheit dar“, so Meyhöfer.

## Ausgaben
- in Новый мир, Nr. 2, 1992, S. 65–110.
- Время ночь bei litmir.net
- Время ночь bei litkarta.ru

### Deutschsprachige Ausgabe
- Ljudmila Petruschewskaja: Meine Zeit ist die Nacht. Aufzeichnungen auf der Tischkante. Aus dem Russischen von Antje Leetz. Rowohlt, Berlin 1991, ISBN 3-87134-021-9; als Taschenbuch: rororo 13528, Reinbek bei Hamburg 1994, ISBN 3-499-13528-0.

## Anmerkung
1. ↑  In der erzählten Zeit ist Aljona vierundzwanzig (Verwendete Ausgabe, S. 88 unten). Bei Aljonas Geburt war Anna einunddreißig (Verwendete Ausgabe, S. 63, 9. Z.v.o.).